# Krytyka tekstu

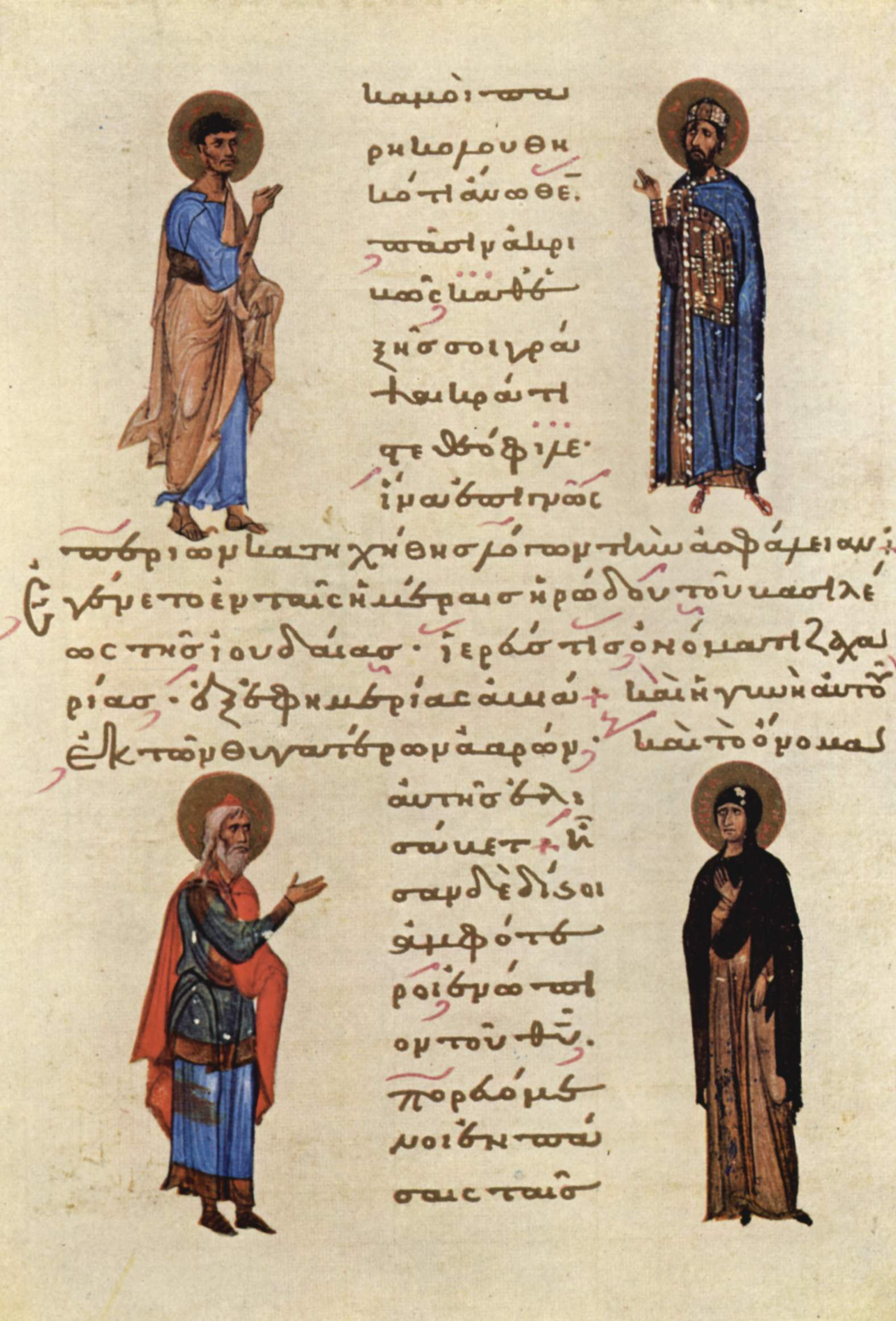
Bizantyjski iluminowany rękopis czterech Ewangelii, 1020

Krytyka tekstu (łac. critica textus) – dział filologii, odgałęzienie krytyki literackiej, poświęcony pracom edytorskim nad dawnymi dziełami zachowanymi w manuskryptach.
Praca edytorska obejmuje kolacjonowanie rękopisów, tworzenie stemma codicum, testimoniów, aparatu krytycznego. Prawie zawsze towarzyszy jej też wprowadzanie mniejszych lub większych poprawek (zwanych koniekturami) do przekazanego tekstu w celu usunięcia spostrzeżonych defektów transmisji.
Krytykę tekstu zapoczątkowali uczeni aleksandryjscy w III wieku p.n.e., wtedy też powstały pierwsze znaki edytorskie odsyłające czytelnika do komentarza, sygnalizujące trudne miejsca, niepewność przekazu bądź beznadziejne zepsucia (ten ostatni znak, tzw. obelos, ma dziś postać krzyżyka † i znany jest jako crux philologorum, krzyż filologów).
W epoce nowożytnej krytyka tekstu rozwinęła się w wyniku potrzeby opisania historii i, w efekcie, ustabilizowania przekazu tekstów pisarzy starożytnych (głównie klasycznych pisarzy łacińskiego i greckiego antyku oraz Biblii), wydawanego w różnych wersjach na skutek setek lat ręcznego kopiowania. Odtworzenie procesu formowania się tekstu i określenie poszczególnych zależności pomiędzy ewentualnymi jego wersjami daje także możliwość poprawiania błędów, które się wkradły do manuskryptów w trakcie ich przepisywania. Taka praca pozwala ostatecznie opracować wydanie krytyczne danego tekstu.
Rękopisy ze względu na podobieństwa i różnice tekstologiczne dzielone są na typy, rodziny, grupy, oraz pary.